# Maltan
Il Maltan (in russo Малтан?; in lingua even: Малтын) è un fiume dell'Estremo Oriente russo, affluente di destra del Bachapča. Scorre nel Chasynskij rajon dell'oblast' di Magadan. Appartiene al bacino del fiume Kolyma.
Il fiume ha origine sulle pendici sud-orientali dell'altopiano Ol'skoe, a circa 140 km dalla città di Magadan, nell'area del passo Jablonovyj (lungo la strada R504 «Kolyma»). La sorgente si trova a più di 1000 m di altitudine, in un burrone. Il fiume scorre per lo più in direzione settentrionale, nell'ultimo tratto gira a nord-ovest. La sua lunghezza è di 157 km, l'area del suo bacino è di 4 900 km². Sfocia nella Bachapča a 122 km dalla foce.